# Potaninia
Potanina é um género botânico pertencente à família Rosaceae.
1. ↑  «Potaninia». www.worldfloraonline.org. Consultado em 5 de julho de 2022